# (8958) Stargazer
(8958) Stargazer est un astéroïde de la ceinture principale.

## Description
(8958) Stargazer est un astéroïde de la ceinture principale. Il fut découvert le 23 mars 1998 à Reedy Creek par John Broughton. Il présente une orbite caractérisée par un demi-grand axe de 2,71 UA, une excentricité de 0,08 et une inclinaison de 2,6° par rapport à l'écliptique.

## Compléments